# Уолсингем (деревня)
Уолсингем (англ. Walsingham, устаревшее: Вальсингам) — деревня в Англии, в графстве Норфолк. Известна как паломнический центр, посвящённый почитанию Девы Марии Уолсингемской. В деревне находятся руины средневекового монастыря, разрушенного в XVI веке.

## География
Община Уолсингем состоит из двух деревень: Большой Уолсингем и Малый Уолсингем. На территории общины также расположена покинутая в Средневековье деревня Эгмер (Egmere). Площадь общины — 18,98 км², население по переписи 2001 года 864 человека в 397 домовладениях. Административно принадлежит району Северный Норфолк в составе графства Норфолк.

## Паломнический центр
С XI века Уолсингем служил крупным паломническим центром. В соответствии с местным преданием, в 1061 году саксонской аристократке Ричельдис де Фаверше (Richeldis de Faverches) явилась Дева Мария и повелела построить в Уолсингеме копию дома Святого Семейства в Назарете.
Священный Дом (Holy House) вскоре был выстроен и представлял собой обшитое деревом строение, в котором хранилась деревянная статуя Богородицы. В 1153 году в Уолсингеме был основан монастырь регулярных каноников. Уолсингем стал крупным паломническим центром и оставался таковым почти 500 лет вплоть до английской Реформации, когда монастырь был закрыт (1538 год) и позднее разрушен, а статуя Девы Марии перевезена в Лондон, и впоследствии утеряна.
В XX веке после почти четырёхвекового перерыва паломническая традиция была возрождена. В 1922 году была воссоздана статуя Богородицы на основании изображения на печати средневекового августинского приорства. В настоящее время англиканское святилище Богоматери Уолсингемской привлекает многочисленных паломников различных конфессий: англикан, католиков и православных.
В Уолсингеме находится как минимум три православных места. Во-первых, это маленькая часовня внутри главного англиканского храма, которая закреплена с 1945 года за православными. В ней часто проходят службы по воскресным и праздничным дням. Настоятель часовни о. Филипп Стир (Philippe Steer). Во-вторых, это православная церковь Серафима Саровского, переделанная из принадлежавшего железной дороге здания и находящаяся недалеко от станции. В-третьих, храм Преображения Господня — церковь для уолсингемских православных прихожан, расположенная на расстоянии мили севернее Уолсингема, в деревушке Большой Уолсингем. Она была перестроена из протестантской часовни, и в 1988 году освящена митрополитом Антонием Сурожским. Сейчас эта церковь находится в ведении Константинопольского патриархата.